# Leyton Orient FC
Leyton Orient FC (pronunție în engleză [leɪtən_ɔəriənt]) este un club de fotbal din Leyton, Anglia, care evoluează în Football League One.

## Recorduri
- Cea mai mare victorie: 8–0 v Crystal Palace Division 3 South 12 noiembrie 1955, 8–0 v Rochdale Division 4 14 octobrie 1987, 8–0 v Colchester United Division 4 15 octombrie 1988, 8–0 v Doncaster Rovers Division 3 28 decembrie 1997

- Cea mai mare  înfrângere:  0–8 v Aston Villa F.C., runda a 4-a a FA Cup 30 ianuarie 1929
- Cei mai mulți spectatori: 38.219 v Tottenham Hotspur[2] Division 2 16 March 1929
- Cel mai selecționat jucător (echipa națională): John Chiedozie ( Nigeria), Tunji Banjo (Nigeria), Tony Grealish ( Irlanda) – ambii câte 7 selecții
- Cele mai multe goluri în ligă într-un sezon: 35 Tommy Johnston 1957/58 Division 2
- Cele mai multe goluri în ligă în total: 121 Tommy Johnston 1956–58, 1959–61
- Cel mai scump transfer (ieșire): £1,000,000 (rising to £1,500,000, depending on appearances) Gabriel Zakuani to Fulham F.C. July 2006
- Cel mai scump transfer efectuat: £175,000 Paul Beesley from Wigan Athletic F.C. October 1989
- Dubonnet Cup winners: 1912 played in Paris, France against Millwall
- Cea mai frecventă poziție în campionat: 19
- Cel mai rapid gol într-un Playoff: Chris Tate, mai 2001 v. Blackpool FC: 27 sec.

### Stafful tehnic
| Funcție             | Nume                  |
| ------------------- | --------------------- |
| Antrenor            | Russell Slade         |
| Antrenor secund     | Kevin Nugent          |
| Antrenor de copii   | Andy Edwards          |
| Antrenor de portari | Kevin Dearden         |
| Fizioterapeut       | Dave Appanah          |
| Medicul echipei     | Dr Christopher Hughes |

## Palmares
- Vice-campioana Division Two: 1961–62
- Campioana Division Three: 1969–70
- Câștigătoarea Division Three South: 1955–56, finalistă 1954–55
- Locul trei în League Two (promovare) 2005/06

FA Cup – Semifinalistă 1977–78